# Историография синтоизма

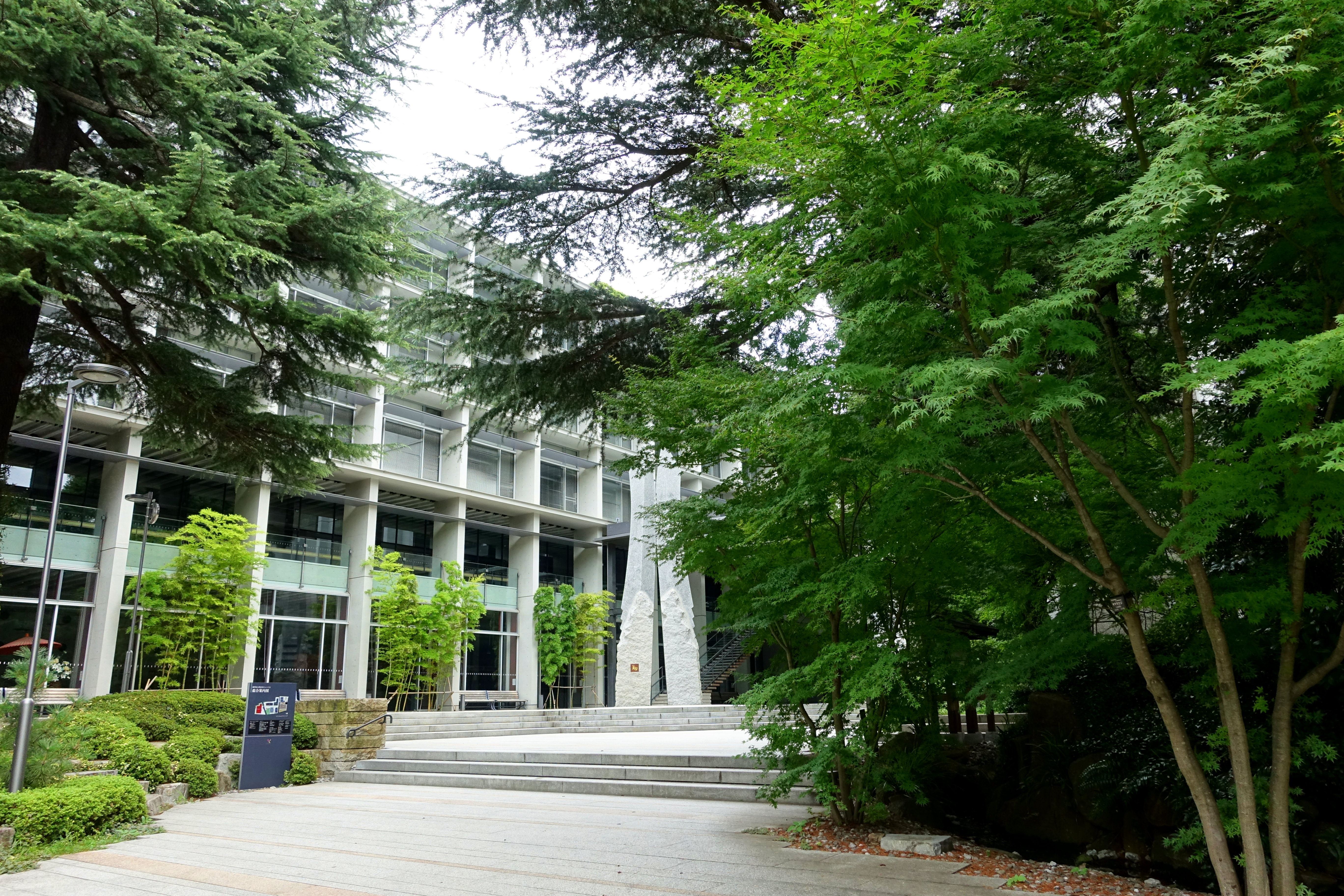
Кампус университета Кокугакуин в Токио. Один из главных центров изучения синтоизма в Японии

Историография синтоизма включает обширную научную литературу авторов из разных стран, посвящённую различным аспектам синтоизма. Основоположником этого направления стал японский исследователь Танака Ёсито, опубликовавший в 1902 году свою первую статью по этой теме. В Японии исследования синтоизма носят термин «синтогаку».
Танака Ёсито и Като Гэнти являлись крупнейшими японскими учёными, занимавшимися исследованием синтоизма. Танака считал синтоизм центром японской морали, а Като — древнейшей религией, сохранявшей архаические черты спустя тысячелетия. На строгое академическое исследование синто в Японии было наложено табу вплоть до капитуляции Японской империи во Второй мировой войне. Некоторые ограничения длились до 70-х годов. Значительная часть послевоенных исследований проводилась синтоистскими священниками. С 1980-х годов в Японии фокус изучения синтоизма смещается на глубокое взаимодействие синтоизма с другими религиями и философскими течениями. Так, историк-медиевист Тосио Курода в 1981 году в книге «Синтоизм в истории японской религии» критикует представление, согласно которому синтоизм является исконной древней религией Японии. Сегодня двумя крупнейшими центрами изучения синтоизма являются университеты Когаккан в Исэ и Кокугакуин в Токио.
Одним из первых англоязычных учёных-исследователей синтоизма был Уильям Джордж Астон. В 1905 году была издана одна из первых подробных работ на английском языке — «Синто, путь богов». Учёные Дэниел Холтом и Ричард Понсонби-Фейн жили и изучали синтоизм в Японии. В 1994 году была основана организация «Международный синтоистский фонд». Его целью стала популяризация интереса и понимания основ религии по всему миру. Организация способствовала созданию кафедры исследований синтоизма в Калифорнийском университете в Санта-Барбаре.
Академическое исследование синтоизма в России началось в 1910-х годах, представленное трудами Николая Невского. В советское время внимание учёных было сосредоточено на критике чуждого советскому государству национализма тогдашней Японии. Тем не менее в Советском союзе были изданы переводы ряда важных произведений. После распада СССР учёные стали обращать больше внимания синтоизму. Были изданы основные произведения синтоистской традиции, синтоистские молитвенники, государственные указы. Свой вклад оставили российские японисты А. Р. Садокова, Е. К. Симонова-Гудзенко, А. Н. Мещеряков и другие. В 2010 году был издан фундаментальный коллективный двухтомный труд «Синто — путь японских богов».

## Японские исследования синтоизма

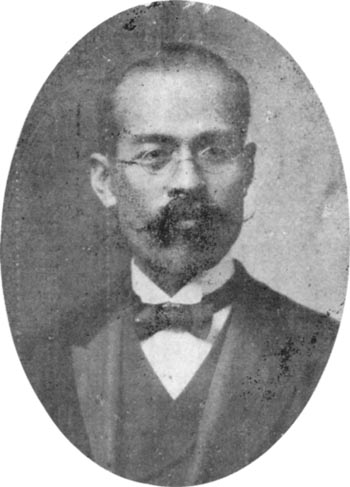
Портрет Танаки Ёсито, основоположника академического изучения синтоизма

Впервые термин «синтогаку» (наука о синтоизме) был употреблён около 1917 года, однако долгое время оставался неизвестным вне круга специалистов.
Основоположником академического исследования синтоизма выступил японский учёный Танака Ёсито. В 1902 году он опубликовал свою первую статью, посвящённую синтоизму: «О различиях между теориями Мотоори и Хирата, включая предложения по будущему исследованию синто». Начиная с 1910 года Танака практически полностью посвящает свою академическую работу исследованию синтоизма. Он опубликовал множество книг, заслужив авторитет эксперта в области философии синто и кокугаку. Иноуэ Тэцудзиро и Яити Хага способствовали появлению программы по изучению синтоизма на факультете литературы Токийского императорского университета, где Танака начал преподавать в апреле 1921 года, впервые для широкой публики, а не преимущественно для священнослужителей. В университете он учредил два авторских курса: «Введение в синтоизм» и «Чтение классики», где преподавал «Кодзики». В 1923 году на базе этой программы был основан научно-исследовательский институт, где Танака работал лектором до 1938 года. Танака полагал, что синтоизм — это центр национальной морали, а общество он называл «семьёй», главой которой был император, чья цель — обеспечение непрерывности культа предков, а целью общества были верность и «сыновья почтительность». Современные авторы относятся к работам Танаки скептически, замечая его равнодушие к фактам исторической науки.
Другим важным автором, внёсшим фундаментальный вклад в развитие науки о синтоизме, является Като Гэнти, коллега Танаки по университету. В. Э. Молодяков называл Като «примером <…> строго академического и в то же время традиционалистического подхода к синто». Като, будучи религиоведом-компаративистом, сравнивал общие и различные черты между синтоизмом и другими религиями мира, в том числе авраамическими. Учёный оценивал синтоизм как национальную религию японцев, существующую с древнейших времён, и древние, примитивные элементы которой сохраняются и проявляются и в современном для автора синтоизме. Като написал подробный — один из первых на английском языке — и успевший стать классическим труд «Изучение синто: религия японской нации». Книга была выпущена в 1926 году.
В 1926 году в Токийском императорском университете появляется возглавляемое Кадзутоси Уэдой «Общество изучения синто», целью которого было «исследовать все аспекты синто научным путём». Вместе с организацией появляется «Журнал изучения синто», который позиционировался как первый академический журнал в Японии, посвящённый изучению синтоизма, редактором и основным автором которого стал Танака Ёсито. В 30-х годах появляется значительное количество работ, посвящённых синтоистским храмам за пределами японского государства. Будучи сторонником распространения синтоистских храмов за рубежом, в 1933 году исследователь Сёдзо Огасавара в своём труде «Кайгай-но-дзиндзя» описывает построенные за пределами Японии дзиндзя, становясь таким образом новатором в этой области. Подробным изучением этой темы занимался Кондо Ёсихиро, издавший в 1943 году «Кайгай дзиндзя-но-ситэки кэнкю». Начиная с 1932 года Ёсито Танака начинает исследование синтоистских сект и посвящает этой проблеме тринадцать статей. В 1938 году Като Гэнти опубликовал «Индекс синтоистских сочинений» — полное собрание сочинений всех текстов, имеющих отношение к синтоизму.
На строгое академическое исследование синто в Японии было наложено табу вплоть до капитуляции Японской империи во Второй мировой войне. Исследователи, отказывавшиеся участвовать в официальных ритуалах, список которых был составлен правительством, могли лишиться работы. Той же участи подвергались учёные, например, ставившие под сомнение исторические предпосылки тех или иных ритуалов. Подобные ограничения сохранялись до 70-х годов. Значительная часть послевоенных исследований проводилась заинтересованный стороной — синтоистскими священниками, которые представляли синтоизм как часть японского этноса и религию, существующую с начала времён. Хелен Хардекер приводит в пример труд профессора университета Кокугакуин Сокё Оно «Синто: Путь ками», опубликованный в 1962 году. Издание было подготовлено для иностранных читателей, в то время как работа Оно на японском языке под названием «Базовые знания и проблемы синто», как оценивает Хардекер, отвечала научным стандартам. С 80-х годов в Японии фокус изучения синтоизма смещается на глубокое взаимодействие синтоизма с другими религиями и философскими течениями. К примеру, этой проблематике посвящает исследования историк-медиевист Тосио Курода, который подвергал религию жёсткому историческому анализу в опубликованной в 1981 году книге «Синтоизм в истории японской религии». В ней он критикует представление, согласно которому синтоизм является исконной древней религией Японии.
Двумя самыми крупными университетами в современной Японии, где изучается синтоизм, являются Когаккан в Исэ и Кокугакуин в Токио. Заведения готовят бакалавров и магистров японоведения, синтоведения и других дисциплин, а также синтоистских священников.

## Международные исследования синтоизма
Британский дипломат и учёный-востоковед Уильям Джордж Астон опубликовал в 1905 году один из первых подробных трудов на английском языке, посвящённых исследованию синтоизма, — «Синто, путь богов». Книга была посвящена в значительной степени древнему синтоизму. Одним из влиятельных исследователей синтоизма является американский учёный Дэниел Кларенс Холтом, работавший над темой синтоизма с 1910-х годов. Он также преподавал историю синтоизма в университете Кокугакуин. Его основной работой является книга «Национальная вера Японии», выпущенная в 1938-м году. Она была набрана в Японии для будущей печати в Британии, однако пострадала из-за цензуры японских надзорных органов, из-за чего две главы произведения были утеряны навсегда. Англичанин Ричард Понсонби-Фейн, живший в Японии, оставил множество заметок и научных работ о синтоизме, особенно уделяя внимание императорскому двору и синтоистским храмам, во многих из которых ему удалось побывать в течение своей жизни. В 1942 году, через пять лет после его смерти, при поддержке «Общества памяти Понсонби» была издана книга «Изучение синто и святилищ». Позже, после Второй мировой войны, работы Понсонби-Фейна о синтоизме и Японии были опубликованы в 6-томном собрании сочинений.
В Польше проживал крупный японист, занимавшийся синтоизмом — Веслав Котаньский. Профессор Котаньский впервые перевёл «Кодзики» на польский язык в 1986 году, который стал основным источником исследований синтоизма в стране. Далее учёный занялся религиоведческо-лингвистическим анализом топонимов, имён ками, людей и прочих выражений, приведённых в тексте «Кодзики». Итогом его исследований стал выпуск двухтомного издания «Вокруг синтоизма», опубликованного в 1995 году. Учёный был награждён японской премией имени Ямагата Банто.
В 1994 году была основана организация «Международный синтоистский фонд» (англ. Shinto Kokusai Gakkai). Её основателем и генеральным директором выступил Ёсими Умэда. Цель фонда — популяризация интереса и понимания основ религии по всему миру. Она работает отдельно от храмовой системы и не связана с какой-либо определённой синтоистской традицией. «Международный синтоистский фонд» организовывает различные мероприятия, посвящённые синтоизму, такие как форумы и семинары, а также распространяет DVD-диски, посвящённые крупным событиям в жизни синтоистской веры. Организация способствовала созданию в 1997 году кафедры исследований синтоизма в Калифорнийском университете в Санта-Барбаре. Офис организации находится в Токио. Издательство Bloomsbury Publishing занимается выпуском серии книг Bloomsbury Shinto Studies о разных аспектах синтоизма. Авторами и редакторами являются многие японисты разных стран.

## Исследование синтоизма в России

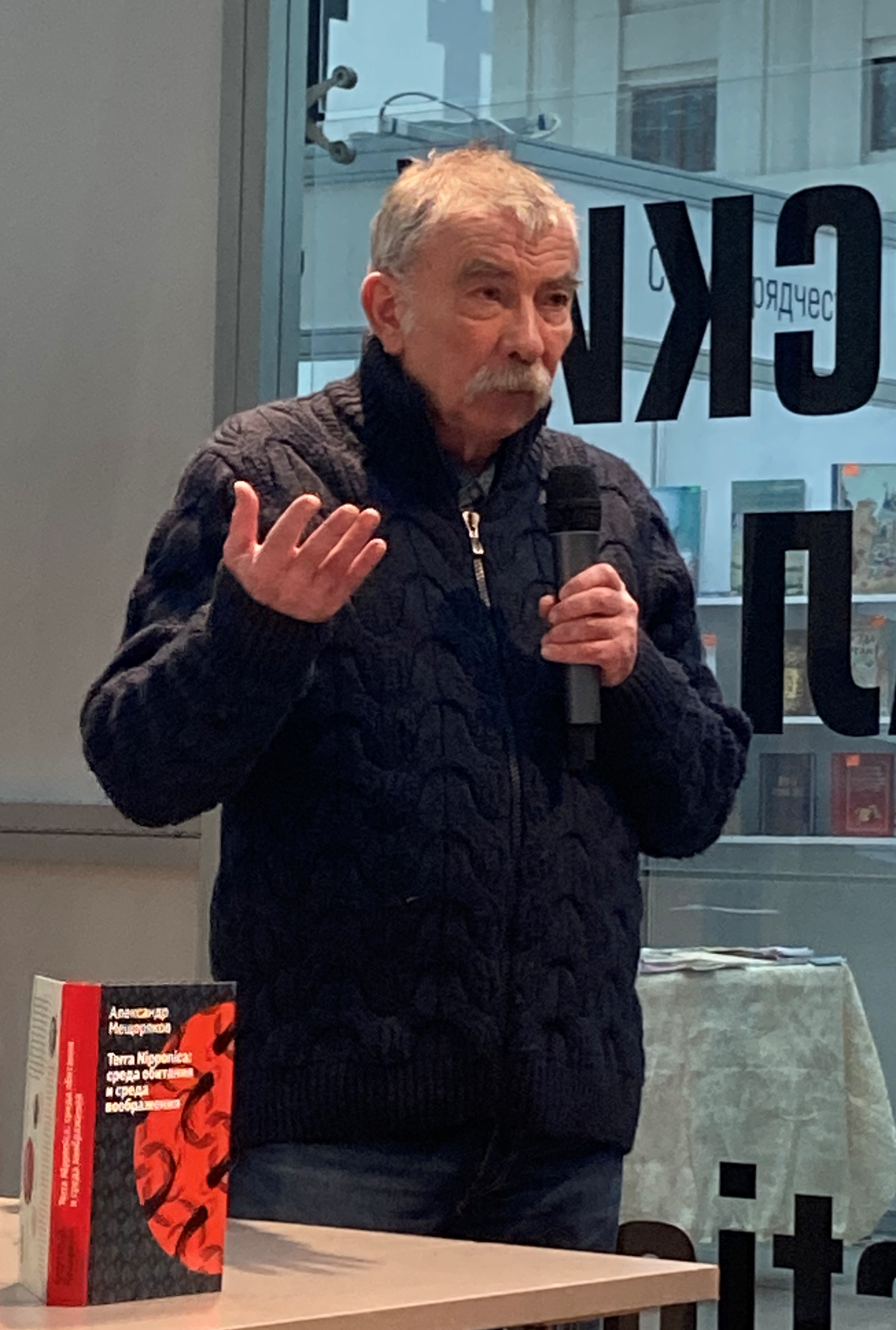
А. Н. Мещеряков, один из российских японоведов, занимающихся синтоизмом

Близкое знакомство русских с культурой Японии началось в XVIII веке, когда вышел ряд произведений, описывающих историю, мифы и легенды японского народа. Одним из первых подробных описаний японской религии стала статья «Суждение о вере японского государя», опубликованная в 1814 году. В XIX веке описанием синтоизма занимались историки Владимир Михайлович Строев и Николай Горлов. На рубеже XIX и XX веков публикуются русские компиляции западных авторов, а также переводы книг, посвящённых религиозной жизни Японии. Также в 1904 году появляется частичный перевод мифов из Кодзики, выполненный Германом Генкелем. Академическое исследование синтоизма в России началось в 1910-х годах, представленное трудами Николая Невского. Были составлены первые академические переводы синтоистских текстов, среди которых находится труд Николая Конрада «Японская литература в образцах и очерках».
Ведущий отечественный японовед А. Н. Мещеряков оценивает опыт исследования синтоизма в СССР преимущественно негативно. Утверждается, что исследование японской религии советскими учёными велось медленно, отмечая, что первая книга, посвящённая синто, была выпущена лишь в 1968. В большей степени внимание исследователей было направлено на критику чуждого советскому государству национализма, присущего тогдашней Японии. Тем не менее в Советском союзе были изданы переводы ряда произведений, почитаемых в синтоистской традиции, а именно: «Свод законов „Тайхо рицурё“», «Фудоки» и прочих. Значительная часть современных японоведческих работ опирается на переводы Советского Союза и России 90-х.
Изучение непосредственно синтоизма в России начинается во второй половине XX века. Этой теме посвящены работы Г. Е. Комаровского («Путь богов») и Э. В. Молодяковой («Праздники в Японии: обычаи, обряды, социальные функции»). По мнению Мещерякова, после распада СССР учёные стали обращать больше внимания как на японскую культуру в целом, так и на синтоизм в отдельных его проявлениях. Были изданы основные произведения синтоистской традиции, синтоистские молитвенники норито, тексты японских государственных указов в форме сэммё. Также Мещеряков отмечает вклад в исследования синтоизма российских японистов А. Р. Садоковой, Е. К. Симоновой-Гудзенко и других. Исследовательские работы, касавшиеся синтоизма, выходили в периодических научных изданиях, таких как «Восток», «Восточная коллекция», «Япония. Путь кисти и меча» и другие. А. Н. Мещеряков посвятил две монографии теме национального самосознания японцев с позиции синто: «Японский император и русский царь», «Император Мэйдзи и его Япония». Влияние синтоизма частично затрагивают многие историко-культурные научные труды: «История Японии» А. Е. Жукова; «История древней Японии» А. Н. Мещерякова; «История Японии. XX век» В. Э. Молодякова и т. д.
В 2000—2013 годах в России действовал филиал «Международного научного общества синто», который проводил конкурсы студенческих научных работ, семинары и встречи исследователей синтоизма, организовывал международные конференции. При поддержке организации был издан фундаментальный коллективный двухтомный труд «Синто — путь японских богов», к написанию которого приложили руки Мещеряков, Симонова-Гудзенко, Молодякова и многие другие японоведы. В первом томе анализировались различные стороны синтоистской религии, а второй содержал переводы синтоистских текстов с комментариями. «Международное научное общество синто» поддержало выход первой научной энциклопедии о синтоизме — «Боги, святилища, обряды Японии. Энциклопедия синто», в составлении которой приняло участие 14 учёных. Книга разделена на главы, которые сопровождают подробные вступительные статьи.

## Комментарии
1. ↑  В связи с чем в первом номере «Журнала изучения синто» за 1926 год Танака Ёсито отмечает, что значительная часть людей никогда не слышала о такой области исследований. Сам Танака использовал этот термин в 1924 году, ранее называя своё занятие синтотэцугаку (философия синтоизма)[2].
2. ↑  В подобном ходе мысли можно проследить влияние Иноуэ Тэцудзиро, у которого Танака проходил обучение[4].
3. ↑  Имеется в виду труд Арутюнова С. А. и Светлова Г. Е. «Старые и новые боги Японии», выпущенный издательством «Наука»[24].